# اینتگرین آلفا ۳
اینتگرین آلفا ۳ (انگلیسی: Integrin alpha 3) یک پروتئین است که در انسان توسط ژن «ITGA3» کُدگذاری می‌شود و یکی از زیرواحدهای «اینتگرین آلفا» محسوب می‌شود.
اینتگرین آلفا ۳ به‌همراهِ اینتگرین بتا ۱، نیمی از ساختار دوتایی α3β1 را تشکیل می‌دهند که در جابجایی نورونی و ساخته‌شدن قشر مغز نقش دارند. 

## برای مطالعهٔ بیشتر
- Bosman FT (1993). "Integrins: cell adhesives and modulators of cell function". Histochem. J. 25 (7): 469–77. doi:10.1007/BF00159282. PMID 8407358.
- Fornaro M, Languino LR (1998). "Alternatively spliced variants: a new view of the integrin cytoplasmic domain". Matrix Biol. 16 (4): 185–93. doi:10.1016/S0945-053X(97)90007-X. PMID 9402008.